# Stundenbuch der Margarete de Foix, Herzogin der Bretagne

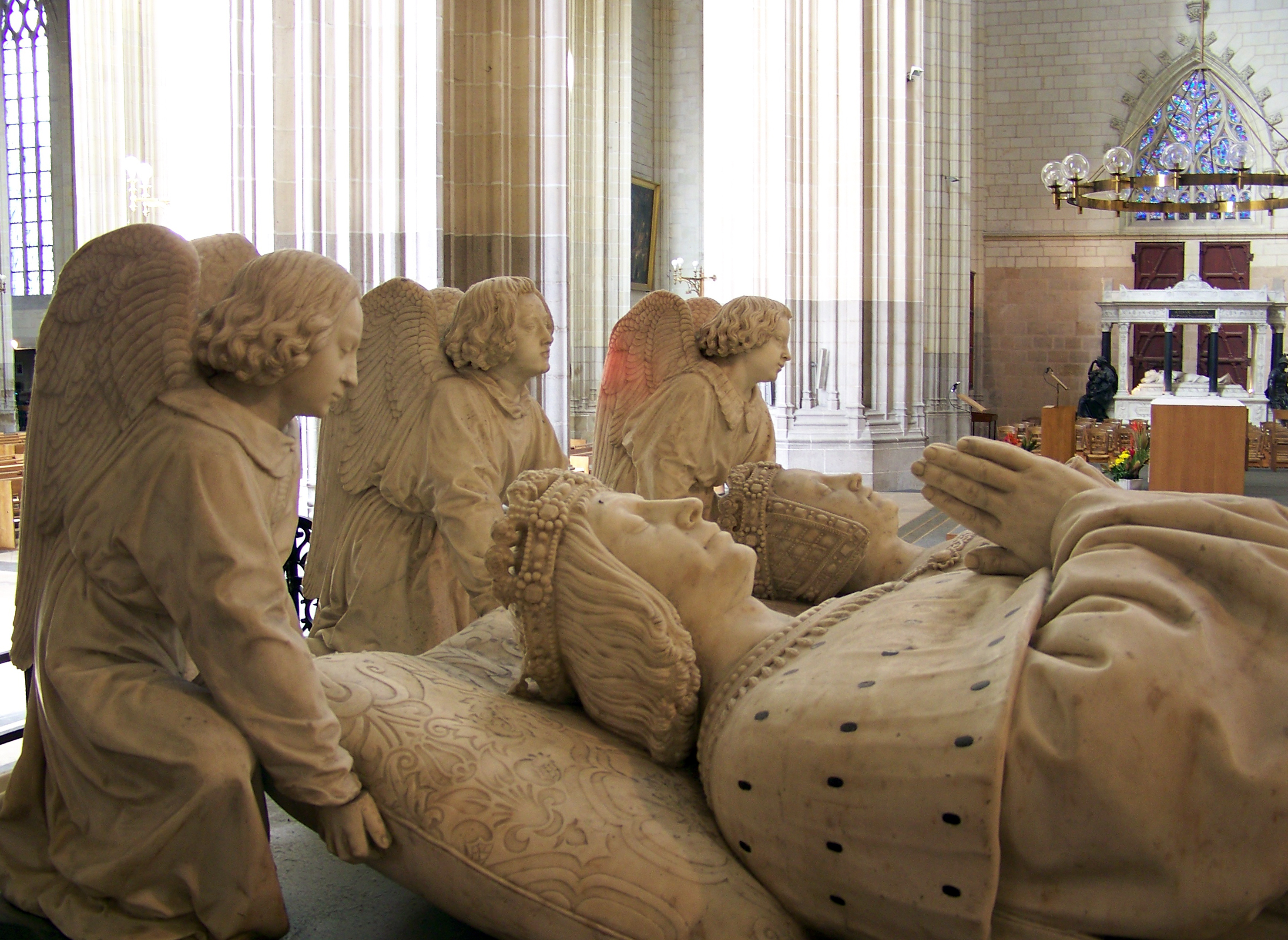
Renaissance-Grabmal von Franz II. und Margarete in der Kathedrale von Nantes, Bildhauer Michel Colombe

Das Stundenbuch der Margarete de Foix, Herzogin der Bretagne erinnert mit eingefügten inbrünstigen Gebeten daran, dass die Chancen für eine friedliche Erbfolge nur gering waren. Das Beispiel Burgunds kann Margarete de Foix und ihrem Ehemann, als sie auf einen Sohn warteten, nicht viel Trost gebracht haben. Ihre Besorgnis kommt in diesem Stundenbuch sehr deutlich zum Ausdruck, das die Spannungen in der Männer und Frauen jener Zeit lebten zwingend wiedergibt.

## Beschreibung

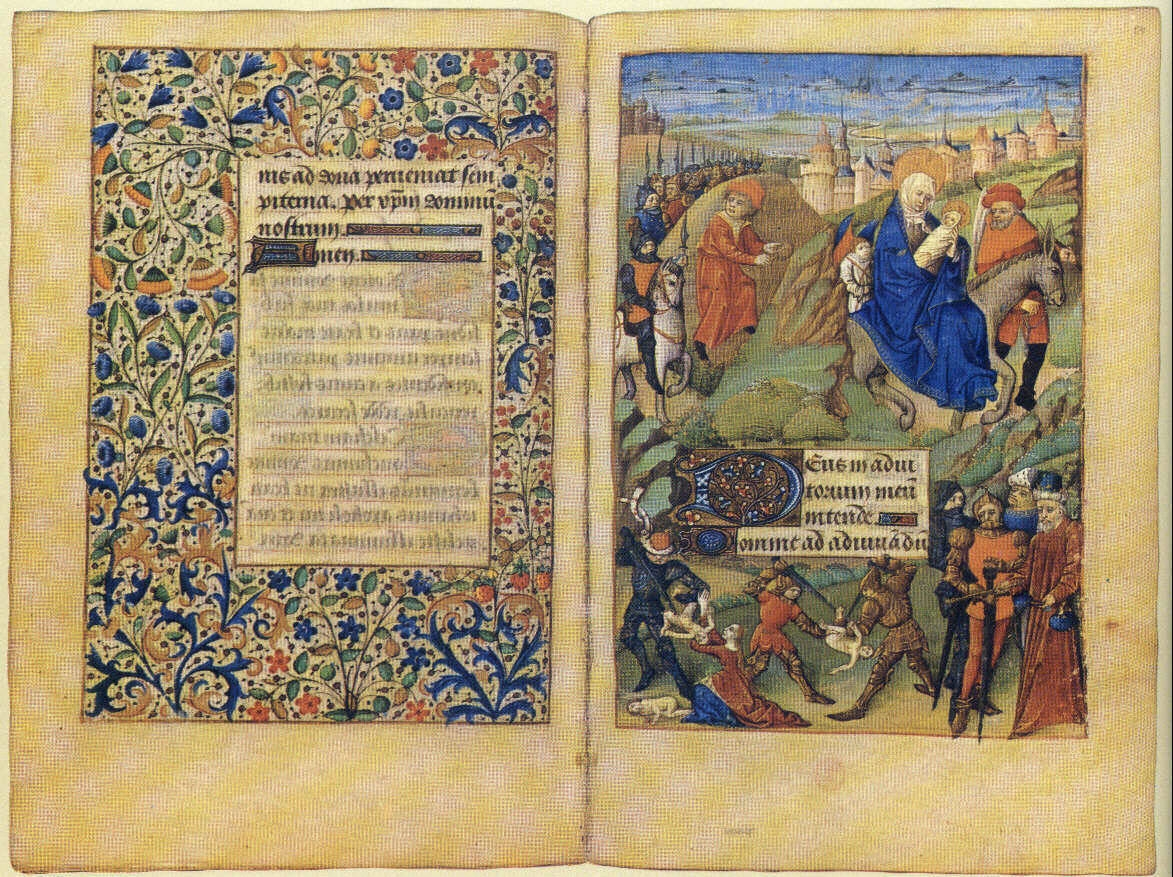
Text und Miniatur Flucht nach Ägypten

- Liturgie von Paris. Frankreich, um 1470–1480. 17,6 × 10 cm, IV + 288ff.
- 24 Kalendarium-Illustrationen, 12 große Miniaturen, 25 kleinere Miniaturen.
- Victoria and Albert Museum, London, Salting Collection Nr. 1222

Die obige Abbildung zeigt „Die Flucht nach Ägypten“ und steht zwischen dem Abschluss der Non und dem Beginn der Vesper. Das Auge wird von Hügeln, Türmen und Flusslandschaften im Hintergrund auf die befestigte Stadt Jerusalem gelenkt, wohin die Heilige Familie flieht. Unmittelbar hinter dem Maultier steht ein Engel, so als wolle er die kleine Gruppe vor den sie verfolgenden Soldaten des Herodes beschützen. Ein Bauer schneidet das Korn, als Darstellung des apokryphen Wunders vom Sämann. Nach dieser Legende bat Maria den Sämann, er möge den Soldaten sagen, dass er beim Säen eine Familie habe vorbeigehen sehen. Daraufhin stand ein Weizenfeld in vollem Wuchs, um die fliehende Familie zu verbergen. Auf diese Aussage des Bauern gaben die Soldaten die Verfolgung auf, da sie glaubten, die Verfolgten seien bereits zu weit weg, um noch eingeholt zu werden.
Unterhalb des Textes, der auf ungefärbtem Pergament steht, ist die Ermordung der Unschuldigen Kinder in Bethlehem dargestellt. Rechts steht Herodes, der mit seinem Zepter Anweisungen gibt, während die Soldaten ihrer Arbeit nachgehen.
Das Fürbittegebet zum hl. Sebastian, das dem zum hl. St. Christophorus folgt, weist eine besondere Bordürenart auf, die im letzten Teil dieses Stundenbuches verwendet wurde. Die Bordüre jeder Seite ist auf eine durchgehend mattgoldene Fläche gemalt, auf diesem prächtigen Hintergrund sind Vögel, Tiere, Insekten, Schnecken, dazu einige menschliche Figuren und Drolerien zwischen bunten Blumen und Akanthuszweigen dargestellt.

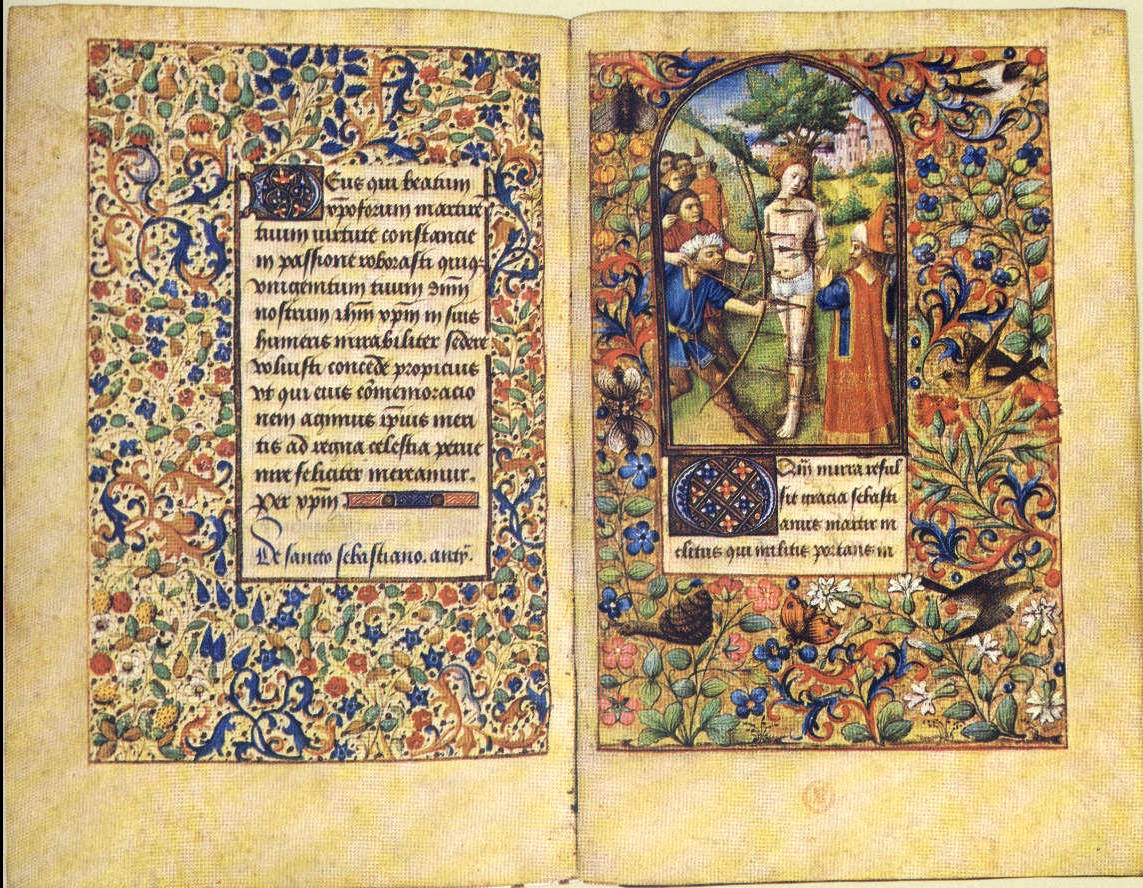
Text und Miniatur hl. Sebastian

Fast in der Bildmitte, wird der hl. Sebastian – an einen Baum gebunden – mit Pfeilen beschossen. Er zeigt jedoch, wie in der Kunst des Mittelalters üblich, nur wenig Anzeichen des Leidens. Meist ist der Heilige als junger Mann oder sogar als Knabe dargestellt, ursprünglich wurde von dem Märtyrer aus dem 3. Jahrhundert berichtet, dass er reiferen Alters gewesen sei, als er den Kaiser Diokletian herausforderte.

## Margarete de Foix, Prinzessin von Navarra
Margarete de Foix, Prinzessin von Navarra, (1449–1486), Tochter von Gaston IV., Graf von Foix und Bigorre, war die zweite Ehefrau von Franz II., Herzog der Bretagne, und Mutter der berühmten Erbtochter Anna, die durch die Ehe mit zwei aufeinanderfolgenden französischen Königen ihr Herzogtum mit der französischen Krone vereinte und damit eine lange Periode gegenseitiger Rivalität und kleinlicher Kriege beendete.
Das Fürbittgebet gegen Unfruchtbarkeit, das von einer Liste mit Heiligen und Märtyrern des „Bretonischen Königreiches“ untermauert wird, schließt mit einer besonderen Erwähnung von Franz II. und seiner Frau Margarete. Aus der Formulierung geht hervor, dass ihre Tochter Anna bereits geboren war, sie jedoch auf einen Sohn zur Sicherstellung der Unabhängigkeit des Herzogtums hofften, ein aussichtsloses Unterfangen wie die Ereignisse zeigten. Dieses Gebet wurde also zwischen 1477 und 1486 eingefügt.
Es zeigt sich ein interessanter Einblick in die doppeldeutige Haltung mittelalterlicher Untertanen gegenüber ihren Herrschern. Franz II. der Bretagne erntete Missfallen wegen zu großer Galanterie, sein Zeitgenosse Karl der Kühne von Burgund wurde aus dem entgegengesetzten Grund kritisiert, weil er nicht das damals von großen Fürsten erwartete genusssüchtige Leben führte. Tatsächlich ließen sich beide den gleichen Fehler zuschulden kommen: sie zeugten nur Töchter.